# Zonogon

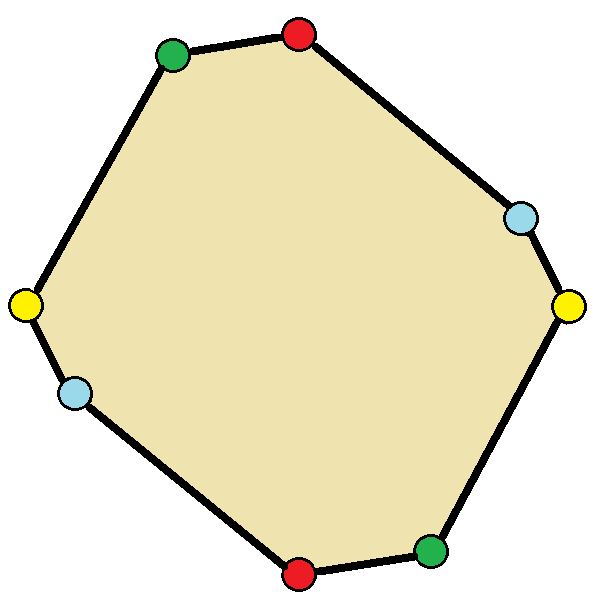
Zonogon octogonal

Pavare cu zonogoane hexagonale neregulate

Octogon regulat descompus în pătrate și romburi

În geometrie, un zonogon este un poligon convex cu simetrie față de centru.
Echivalent, este un poligon convex ale cărui laturi pot fi grupate în perechi de laturi paralele cu lungimi egale și orientări opuse.

## Exemple
Un poligon regulat este un zonogon dacă și numai dacă are un număr par de laturi. Astfel, pătratul, hexagonul regulat și octogonul regulat sunt toate zonogoane. Zonogoanele cu patru laturi sunt pătratele, dreptunghiurile, romburile și paralelogramele.

## Pavări și descompuneri
Zongonoanele cu patru și șase laturi sunt paralelogoane, care pot pava planul prin copii translate ale lor, iar toate paralelogoanele convexe au această formă.
Orice zonogon cu {\displaystyle 2n} laturi poate fi pavat cu {\displaystyle {\tbinom {n}{2}}} zonogoane cu patru laturi. În această pavare există un zonogon cu patru laturi pentru fiecare tip de pereche de laturi din zonogonul cu {\displaystyle 2n}laturi. Cel puțin trei dintre nodurile zonogonului trebuie să fie vârfuri ale unuia dintre zonogoanele cu patru laturi din orice astfel de placă. De exemplu, octogonul regulat poate fi pavat cu două pătrate și patru romburi cu unghiuri de 45°.
Într-o generalizare a teoremei lui Monsky, Paul Monsky a demonstrat că niciun zonogon nu are o descompunere într-un număr impar de triunghiuri cu arii egale.

## Alte proprietăți
Într-un zonogon cu n laturi, cel mult 2n−3 perechi de vârfuri pot fi la distanța de o unitate una de cealaltă. Există zonogoane cu n laturi cu distanța de {\displaystyle 2n-O({\sqrt {n}})}între laturile perechi.

## Forme înrudite
Zonogoanele sunt analoagele bidimensionale ale zonoedrelor tridimensionale și ale zonotopurilor din dimensiunile superioare. Ca atare, fiecare zonogon poate fi generat ca suma Minkowski⁠(d) a unei colecții de segmente din plan. Dacă nu există două segmente generatoare paralele, va exista o pereche de laturi paralele pentru fiecare segment. Fiecare față a unui zonoedru este un zonogon și fiecare zonogon este o față a cel puțin unui zonoedru, prisma cu baza acel zonogon. În plus, fiecare secțiune transversală plană prin centrul unui poliedru cu simetrie față de centru (cum ar fi un zonoedru) este un zonogon.